# Папуа (провинция Индонезии)
Па́пуа (индон. Papua) — провинция Индонезии, занимающая северную часть западной половины Новой Гвинеи. Образована в 2003 году в результате раздела Ириан-Джаи.  В июне 2022 года территория провинции была значительно уменьшена в результате выделения из неё трёх новых провинций: Центральное Папуа,  Папуа-Пегунунган и Южное Папуа
Административный центр — город Джаяпура. Как и другим индонезийским провинциям, расположенным на острове Новая Гвинея, Папуа предоставлен особый статус, который подразумевает наделение местных властей некоторыми дополнительными полномочиями в социальной, культурной, духовной и других сферах.

## География
Граничит на востоке с Папуа — Новой Гвинеей. Реки: Дигул, горы: Мандала.

## Население
Папуа богата полезными ископаемыми. В связи с освоением этих богатств, в последние годы в провинцию переселилось много индонезийцев из других провинций страны. Очень часто новые поселенцы свысока смотрят на местную культуру и считают папуасов нецивилизованными и отсталыми.
Некоторая часть папуасов недовольна тем, что их родина является частью Индонезии. Плохо организованные военизированные группировки папуасов ведут боевые действия за независимость Папуа от Индонезии.

## Административное деление
Провинция включает 8 округов (kabupaten) и 1 городской муниципалитет (kota):
| № | Адм. единица     | Территория, км² | Население, чел. (2010) | Адм. центр  |
| - | ---------------- | --------------- | ---------------------- | ----------- |
| 1 | Джаяпура         | 15 309,23       | 114 515                | Джаяпура    |
| 2 | Джаяпура (город) | 940,00          | 261 776                |             |
| 3 | Кепулауан-Япен   | 3130,72         | 83 593                 | Серуи       |
| 4 | Биак-Нумфор      | 2360,44         | 126 125                | Биак        |
| 5 | Сарми            | 25 901,73       | 33 263                 | Сарми       |
| 6 | Кеером           | 9364,53         | 48 527                 | Варис       |
| 7 | Варопен          | 24 628,32       | 24 988                 | Ботава      |
| 8 | Супиори          | 774,56          | 15 861                 | Сорендивери |
| 9 | Мамберамо-Рая    | н/д             | 18 424                 |             |